# Anoncus referendus
Anoncus referendus là một loài tò vò trong họ Ichneumonidae.